# Chiktay
 (mai 2022).
Si vous disposez d'ouvrages ou d'articles de référence ou si vous connaissez des sites web de qualité traitant du thème abordé ici, merci de compléter l'article en donnant les références utiles à sa vérifiabilité et en les liant à la section « Notes et références ».
Chiktay est un groupe de zouk guadeloupéen fondé par Harry Soundourayen et Jean Zénarre en 1985. Il est notamment connu pour son titre La pli si tol.

## Biographie
Chiktay était l'un des groupes incontournables de la scène musicale antillaise du milieu des années 80 au milieu des années 90. Il a été fondé par Harry Soundourayen et son frère Jean Zénarre, qui en était le leader. Le groupe a commencé par des sonorités de la Caraïbes (soca, calypso), avant de sortir des sons aux mélodies plus zouk.
Le mot Chiktay faisait partie d'une liste de noms de Jean qui l'a soumise à son frère. Harry Soundourayen retiendra Chiktay car une personne qui faisait des études de créole lui avait dit qu'un mot créole qui comportait, à la fois, un k et un y, marquait plus les esprits.
Jean Zénarre, qui avait commencé sa carrière musicale dans le groupe Les Huntez's avec Georges Décimus, l'a ensuite rejoint dans Kassav' avant de créer Chiktay. Le 17 octobre 2007, Jean Zénarre décède à la suite d'une crise cardiaque à 54 ans.

## Membres[3]
- Harry Soundourayen (chanteur et cofondateur)
- Sandra Naigre (choriste)
- Nawelle Ignam (choriste)
- Olivier Ignam (piano - chef d'orchestre)
- Claudy Clamy (basse)
- Lionel Clément (guitare)
- Luc Hamelet (batterie)
- Michèle Jourson (percussions)
- Jean-Luc Gerin (saxophone)
- Joel Lescureux (trompette)
- Eddy Latour (trompette)
- Loic Mahé (ingénieur du son)

## Anciens membres
- Jean Zénarre, cofondateur, guitariste et chanteur (†) (?-2007)

## Membres additionnels
- Riddla, (chanteur guadeloupéen) (invité)[3]
- Gilles Floro (au piano, album Chiktay, 1985[4])
- Georges Décimus  (à la basse, album Chiktay, 1985)
- Willy Salzedo (chœur, album Chiktay, 1985)
- King Klero (chœur, album Chiktay, 1985)
- Tanya Saint-Val (chœur, album Chiktay, 1985)
- Patrick Artero (trompette, album Chiktay, 1985)
- Philippe Slominski (trompette, album Chiktay, 1985)
- Lionel Jouot (trombone, album Chiktay, 1985)
- François Pettier (saxophone, album Chiktay, 1985)